# Acidaliodes melasticta
Acidaliodes melasticta là một loài bướm đêm trong họ Noctuidae.